# Dwars door Vlaanderen
Dwars door Vlaanderen (Frans: À travers les Flandres) is een eendaagse wielerwedstrijd in Vlaanderen, België die tot een van de wielerklassiekers wordt gerekend. Sinds 1945 bestaat de wedstrijd voor mannen en vanaf 2012 wordt er ook een editie voor elite vrouwen georganiseerd.
Vroeger vormde de wedstrijd traditioneel de start van de Vlaamse Wielerweek, met de E3 Harelbeke, Gent-Wevelgem, de Driedaagse van De Panne-Koksijde en de Ronde van Vlaanderen. Dwars door Vlaanderen wordt op een woensdag verreden en sinds 2018 is dit op de woensdag voor de Ronde. De start ligt in het West-Vlaamse Roeselare en de aankomst in Waregem.

## Geschiedenis

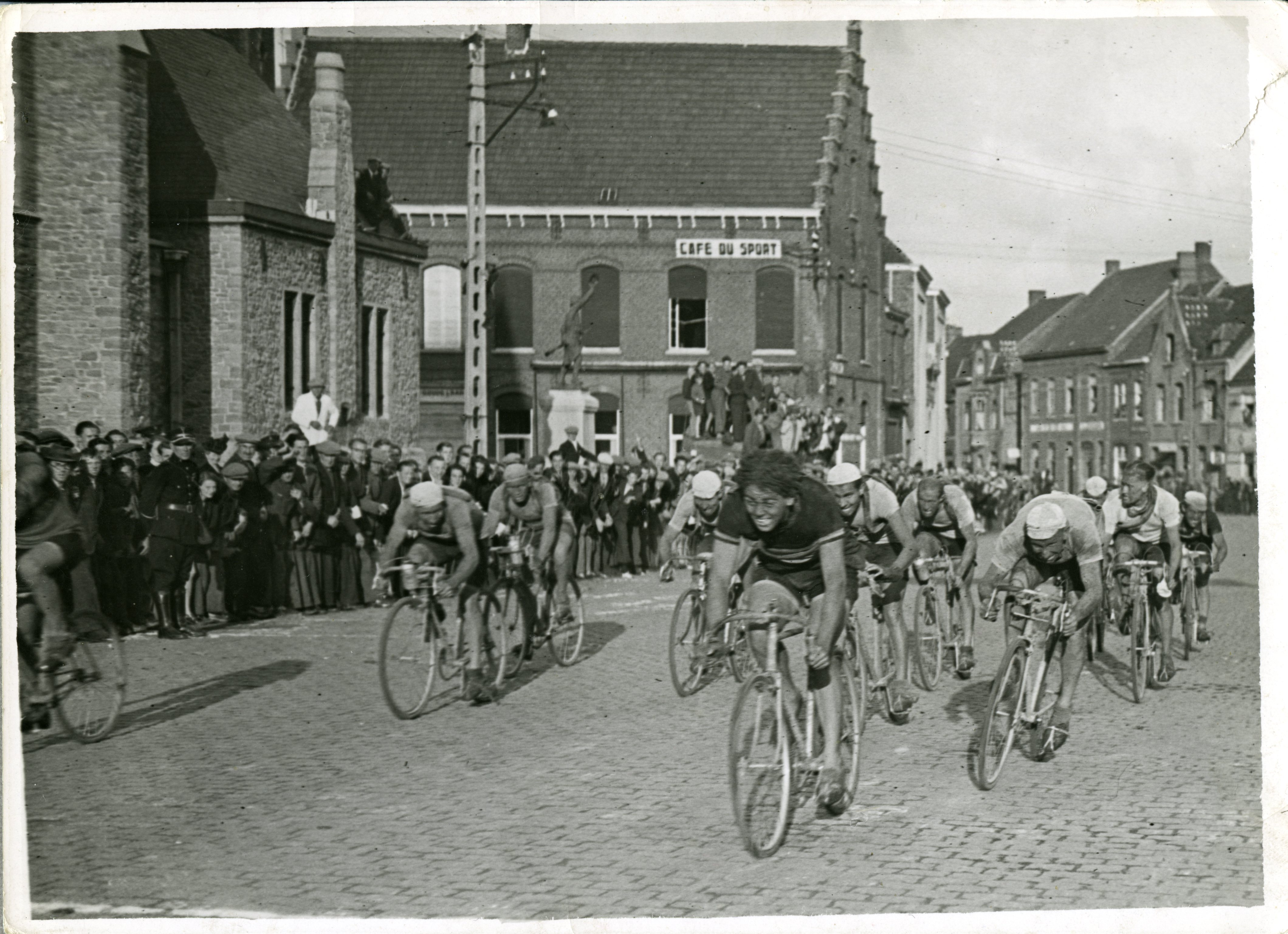
Rik Van Steenbergen spurt naar de eindmeet in de eerste editie van Dwars Door België, 1945

Tot en met 1999 heette de wedstrijd Dwars door België (À travers la Belgique). De eerste editie was in 1945, de start lag toen in Sint-Truiden, de finish in Waregem. In 1946 werd het een tweedaagse koers, de eerste etappe van Waregem naar Sint-Truiden, de dag erna van Sint-Truiden terug naar Waregem. Het bleef daarna een tweedaagse koers, met uitzondering van 1947 toen het weer een eendaagse wedstrijd was. Van 1953-1957 werd er een tijdrit, variërend van 29 tot 40 kilometer, die op de tweede dag van Waregem naar Waregem werd verreden toegevoegd aan de twee etappes. Naast Sint-Truiden fungeerden ook Spa (1948), Genk (1949), Eisden (1950-1957) en Ciney (1958-1964) als aankomst- en startplaats in de tweedaagse edities. In 1964 werd er eenmalig na de tweede etappe een criterium over 30 kilometer aan toegevoegd welke door de top-25 werd betwist.
Vanaf 1965 werd de wedstrijd weer een eendaagse wedstrijd, met start en finish in Waregem. Het parkoers wisselde, maar zocht de hellingen en kasseistroken in de Vlaamse Ardennen of Henegouwen (voornamelijk rond Ronse). In 2000 volgde de naamswijziging tot Dwars door Vlaanderen, en was Waregem dat jaar ook de start- en finishplaats. Van 2001-2006 fungeerde Kortrijk als startplaats en vanaf 2007 is dit Roeselare.
In 2018 schoof Dwars door Vlaanderen op naar de woensdag voor de Ronde van Vlaanderen. Om geen kopie te zijn werd het parkoers drastisch gewijzigd. Ook is het aantal kilometers relatief laag wat mogelijk tot een spannender wedstrijdverloop zou kunnen leiden. In 2017 werd er in de finale een extra kasseistrook toegevoegd om -eventuele- vluchters meer kans te geven richting de finish in Waregem. In 2019 werd de in kasseien heraangelegde Berg ten Houte in het parkoers opgenomen. In 2022 situeerde de organisatie twee onbekendere hellingen in het parkoers om af te wijken van de andere voorjaarsklassiekers. Ook haalde ze de gevaarlijkere afdaling van de Stationsberg en daarmee ook de Taaienberg uit het parkoers en maakte ze gebruik van de goede ervaringen met het Belgisch Kampioenschap door delen van de finale hiervan te gebruiken in de finale van Dwars door Vlaanderen.

## Hellingen
In 2025 werden de volgende hellingen in de route opgenomen:

## Mannen
Vanaf 2005 maakte de koers deel uit van de UCI Europe Tour, van 2005-2012 als een 1.1 en vanaf 2013 als een 1.HC wedstrijd. Vanaf 2017 maakt de wedstrijd deel uit van de UCI World Tour.

### Podia
| Jaar               | Winnaar                | Tweede                 | Derde                    |
| ------------------ | ---------------------- | ---------------------- | ------------------------ |
| 1945               | Rik Van Steenbergen    | Briek Schotte          | Norbert Callens          |
| 1946               | Maurice Desimpelaere   | Norbert Callens        | Briek Schotte            |
| 1947               | Albert Sercu           | Julien Van Dijcke      | Émile Masson junior      |
| 1948               | André Rosseel          | Mathieu Florent        | Roger Desmet             |
| 1949               | Raymond Impanis        | Lionel Van Brabant     | Maurice Mollin           |
| 1950               | André Rosseel          | Emilie Vanderveken     | Jules Depoorter          |
| 1951               | Raymond Impanis        | Marcel Hendrickx       | André Rosseel            |
| 1952               | André Maelbrancke      | Lode Wouters           | Karel De Baere           |
| 1953               | Briek Schotte          | Adri Voorting          | Marcel De Mulder         |
| 1954               | Germain Derycke        | Briek Schotte          | Florent Rondele          |
| 1955               | Briek Schotte          | Fred De Bruyne         | Alfons Van den Brande    |
| 1956               | Lucien Demunster       | Frans Schoubben        | André Rosseel            |
| 1957               | Noël Foré              | Michel Van Aerde       | André Noyelle            |
| 1958               | André Vlayen           | Norbert Van Tieghem    | Ernest Heyvaert          |
| 1959               | Roger Baens            | Louis Proost           | Briek Schotte            |
| 1960               | Arthur Decabooter      | Edgard Sorgeloos       | Julien Schepens          |
| 1961               | Maurice Meuleman       | Romain Van Wynsberghe  | Leon Vandaele            |
| 1962               | Martin Vangeneugden    | Piet Rentmeester       | Piet van Est             |
| 1963               | Clément Roman          | Dieter Puschel         | Robert Seneca            |
| 1964               | Piet van Est           | Etienne Vercauteren    | Jos Dewit                |
| 1965               | Alfons Hermans         | Julien Haelterman      | Roger de Breuker         |
| 1966               | Walter Godefroot       | Willy Bocklant         | Peter Post               |
| 1967               | Daniel Van Ryckeghem   | Georges Vandenberghe   | Joseph Spruyt            |
| 1968               | Walter Godefroot       | Willy Monty            | Bernard Van De Kerckhove |
| 1969               | Eric Leman             | Albert Van Vlierberghe | Willy Van Neste          |
| 1970               | Daniel Van Ryckeghem   | Eric Leman             | Frans Verbeeck           |
| 1971 niet verreden |                        |                        |                          |
| 1972               | Marc Demeyer           | Noël Vantyghem         | Eddy Verstraeten         |
| 1973               | Roger Loysch           | Jozef Abelshausen      | Freddy Maertens          |
| 1974               | Louis Verreydt         | Ronny De Witte         | René Pijnen              |
| 1975               | Cees Priem             | Tino Tabak             | Roger Swerts             |
| 1976               | Willy Planckaert       | Marc Demeyer           | Walter Planckaert        |
| 1977               | Walter Planckaert      | Luc Leman              | Marc Demeyer             |
| 1978               | Jos Schipper           | Frank Hoste            | Guido Van Sweevelt       |
| 1979               | Gustaaf Van Roosbroeck | Walter Planckaert      | Jan Raas                 |
| 1980               | Johan van der Meer     | Jan Raas               | Guido Van Sweevelt       |
| 1981               | Frank Hoste            | Cees Priem             | Gerrit Van Gestel        |
| 1982               | Jan Raas               | Jean-Luc Vandenbroucke | Eddy Vanhaerens          |
| 1983               | Etienne De Wilde       | Jan Raas               | Eric Vanderaerden        |
| 1984               | Walter Planckaert      | Rudy Matthys           | Marc Sergeant            |
| 1985               | Eddy Planckaert        | Eric Vanderaerden      | Jozef Lieckens           |
| 1986               | Eric Vanderaerden      | Adrie van der Poel     | Peter Stevenhaagen       |
| 1987               | Jelle Nijdam           | Herman Frison          | Sean Kelly               |
| 1988               | John Talen             | Fons De Wolf           | Nico Verhoeven           |
| 1989               | Dirk De Wolf           | Theo de Rooij          | Johan Museeuw            |
| 1990               | Edwig Van Hooydonck    | Adrie van der Poel     | Marc Sergeant            |
| 1991               | Eric Vanderaerden      | Uwe Raab               | Remig Stumpf             |
| 1992               | Olaf Ludwig            | Michel Zanoli          | Jean-Pierre Heynderickx  |
| 1993               | Johan Museeuw          | Franco Ballerini       | Jo Planckaert            |
| 1994               | Carlo Bomans           | Marc Sergeant          | Ludwig Willems           |
| 1995               | Jelle Nijdam           | Tom Steels             | Adriano Baffi            |
| 1996               | Tristan Hoffman        | Edwig Van Hooydonck    | Brian Holm               |
| 1997               | Andrei Tchmil          | Ludovic Auger          | Hans De Clercq           |
| 1998               | Tom Steels             | Johan Capiot           | Andrei Tchmil            |
| 1999               | Johan Museeuw          | Michel Vanhaecke       | Chris Peers              |
| 2000               | Tristan Hoffman        | Peter Van Petegem      | Lars Michaelsen          |
| 2001               | Niko Eeckhout          | Wilfried Peeters       | Arvis Piziks             |
| 2002               | Baden Cooke            | László Bodrogi         | Jo Planckaert            |
| 2003               | Robbie McEwen          | Baden Cooke            | Max van Heeswijk         |
| 2004               | Ludovic Capelle        | Jaan Kirsipuu          | Roger Hammond            |
| 2005               | Niko Eeckhout          | Roger Hammond          | Gabriele Balducci        |
| 2006               | Frederik Veuchelen     | Jeremy Hunt            | Lloyd Mondory            |
| 2007               | Tom Boonen             | Niko Eeckhout          | Stuart O'Grady           |
| 2008               | Sylvain Chavanel       | Steven de Jongh        | Niko Eeckhout            |
| 2009               | Kevin Van Impe         | Niko Eeckhout          | Tom Boonen               |
| 2010               | Matti Breschel         | Björn Leukemans        | Niki Terpstra            |
| 2011               | Nick Nuyens            | Geraint Thomas         | Tyler Farrar             |
| 2012               | Niki Terpstra          | Sylvain Chavanel       | Koen de Kort             |
| 2013               | Oscar Gatto            | Borut Božič            | Mathew Hayman            |
| 2014               | Niki Terpstra          | Tyler Farrar           | Borut Božič              |
| 2015               | Jelle Wallays          | Edward Theuns          | Dylan van Baarle         |
| 2016               | Jens Debusschere       | Bryan Coquard          | Edward Theuns            |
| 2017               | Yves Lampaert          | Philippe Gilbert       | Aleksej Loetsenko        |
| 2018               | Yves Lampaert          | Mike Teunissen         | Sep Vanmarcke            |
| 2019               | Mathieu van der Poel   | Anthony Turgis         | Bob Jungels              |
| 2020 niet verreden |                        |                        |                          |
| 2021               | Dylan van Baarle       | Christophe Laporte     | Tim Merlier              |
| 2022               | Mathieu van der Poel   | Tiesj Benoot           | Tom Pidcock              |
| 2023               | Christophe Laporte     | Oier Lazkano           | Neilson Powless          |
| 2024               | Matteo Jorgenson       | Jonas Abrahamsen       | Stefan Küng              |
| 2025               | Neilson Powless        | Wout van Aert          | Tiesj Benoot             |

### Meervoudige winnaars
| Overwinningen | Renner               | Jaren      |
| ------------- | -------------------- | ---------- |
| 2             | André Rosseel        | 1948, 1950 |
| 2             | Raymond Impanis      | 1949, 1951 |
| 2             | Briek Schotte        | 1953, 1955 |
| 2             | Walter Godefroot     | 1966, 1968 |
| 2             | Daniel Van Ryckeghem | 1967, 1970 |
| 2             | Walter Planckaert    | 1977, 1984 |
| 2             | Eric Vanderaerden    | 1986, 1991 |
| 2             | Jelle Nijdam         | 1987, 1995 |
| 2             | Johan Museeuw        | 1993, 1999 |
| 2             | Tristan Hoffman      | 1996, 2000 |
| 2             | Niko Eeckhout        | 2001, 2005 |
| 2             | Niki Terpstra        | 2012, 2014 |
| 2             | Yves Lampaert        | 2017, 2018 |
| 2             | Mathieu van der Poel | 2019, 2022 |

### Overwinningen per land
| Overwinningen | Land                                   |
| ------------- | -------------------------------------- |
| 55            | België                                 |
| 15            | Nederland                              |
| 2             | Australië, Frankrijk, Verenigde Staten |
| 1             | Denemarken, Duitsland, Italië          |

### Fotogalerij

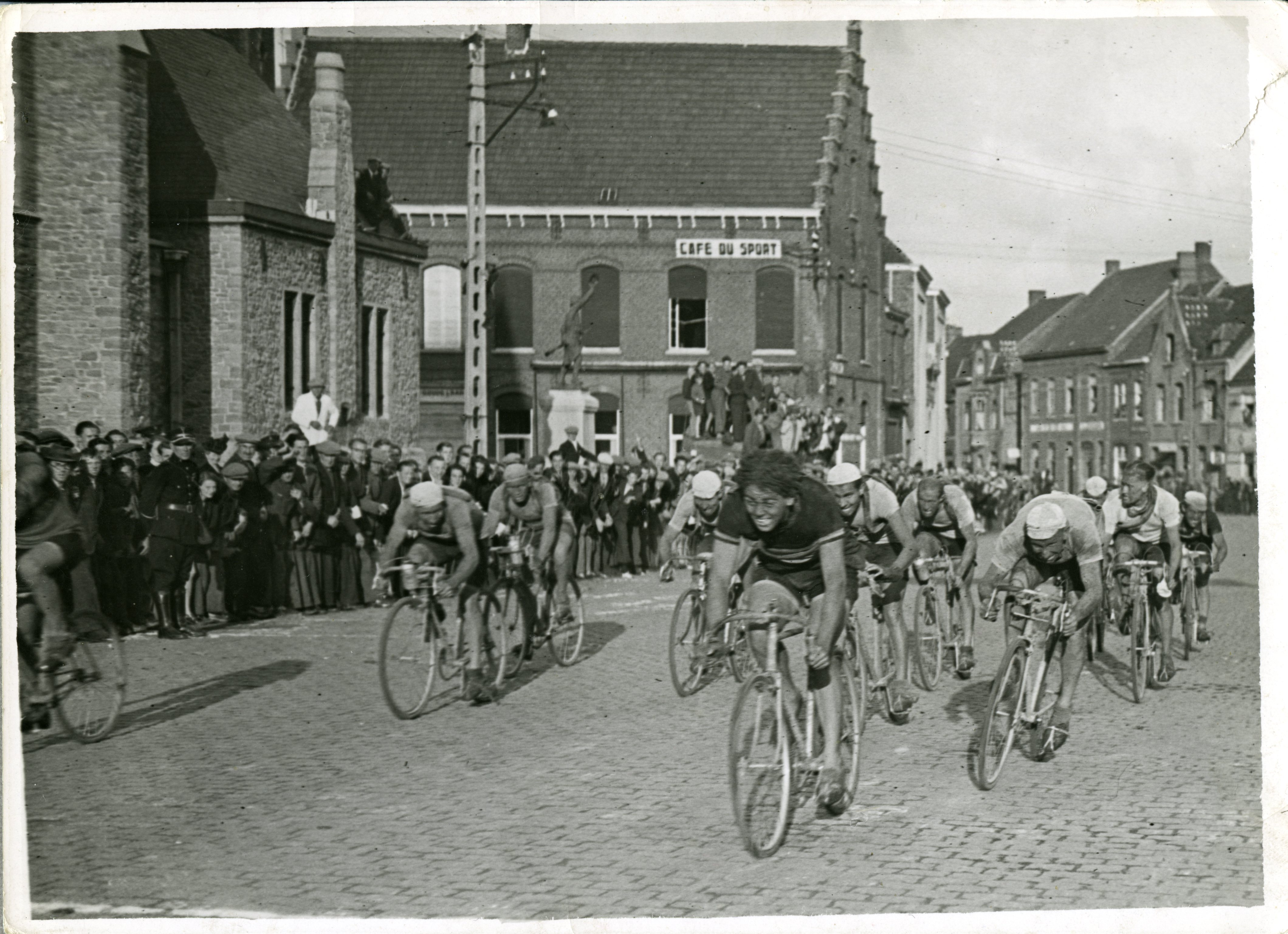
Belgisch kampioen Rik Van Steenbergen spurt naar winst in de eerste editie (1945). Foto uit collectie KOERS. Museum van de Wielersport.
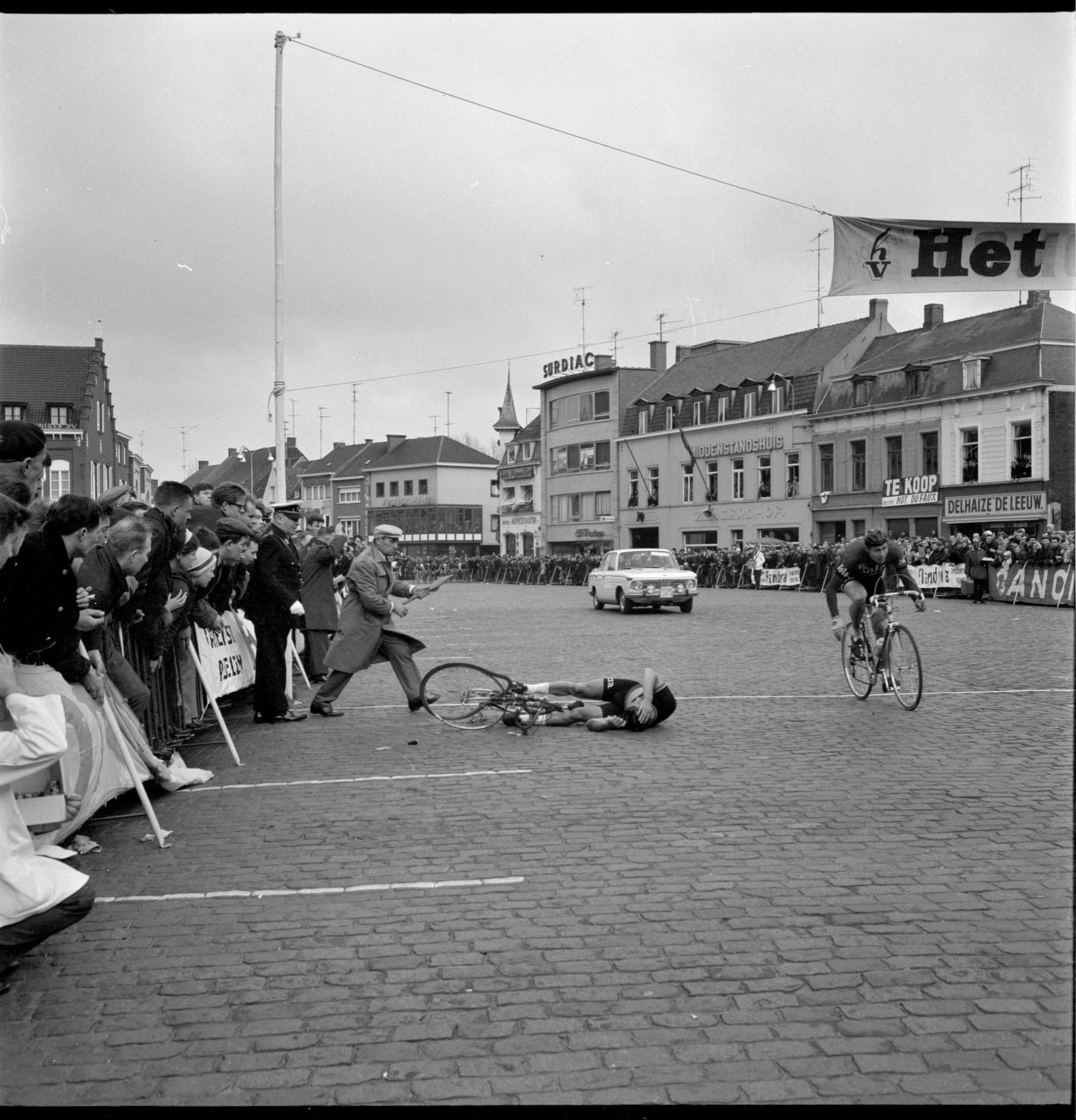
Belgisch kampioen Walter Godefroot wint al glijdend over de finish (1966). Foto uit collectie KOERS. Museum van de Wielersport.
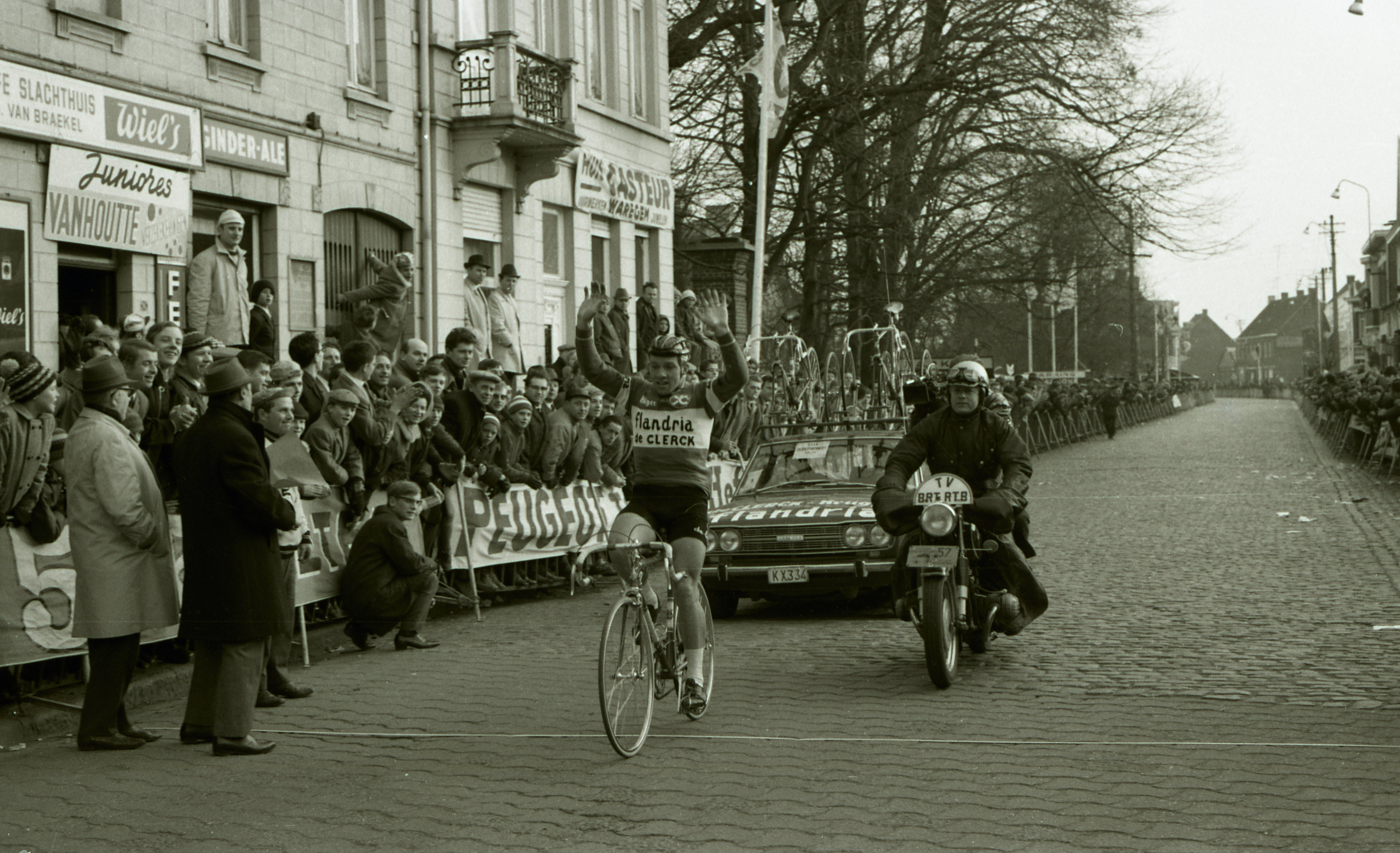
Eric Leman komt alleen aan in 1969. Foto uit collectie KOERS. Museum van de Wielersport.
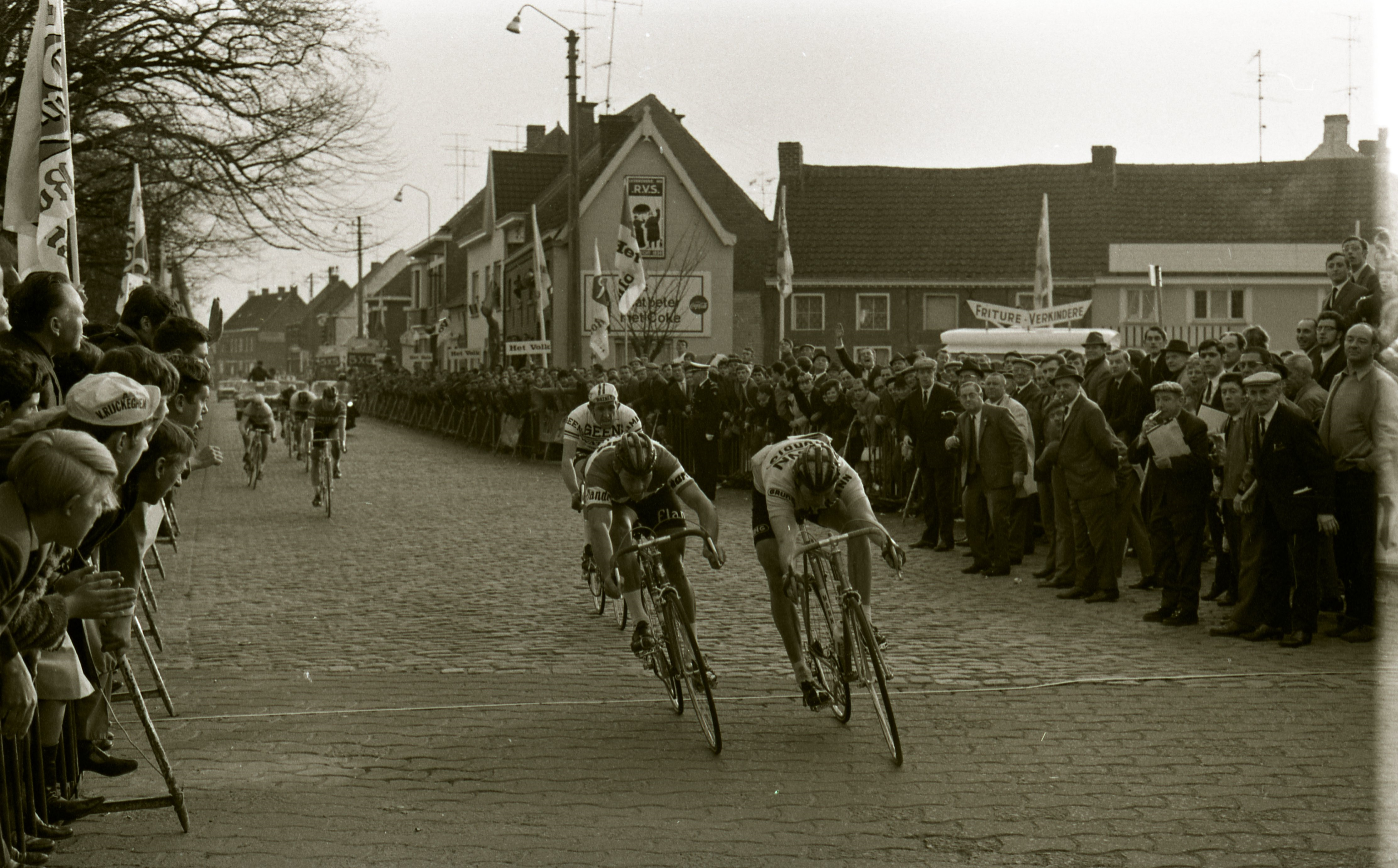
Daniël Vanryckeghem klopt Eric Leman in de sprint (1970). Foto uit collectie KOERS. Museum van de Wielersport.
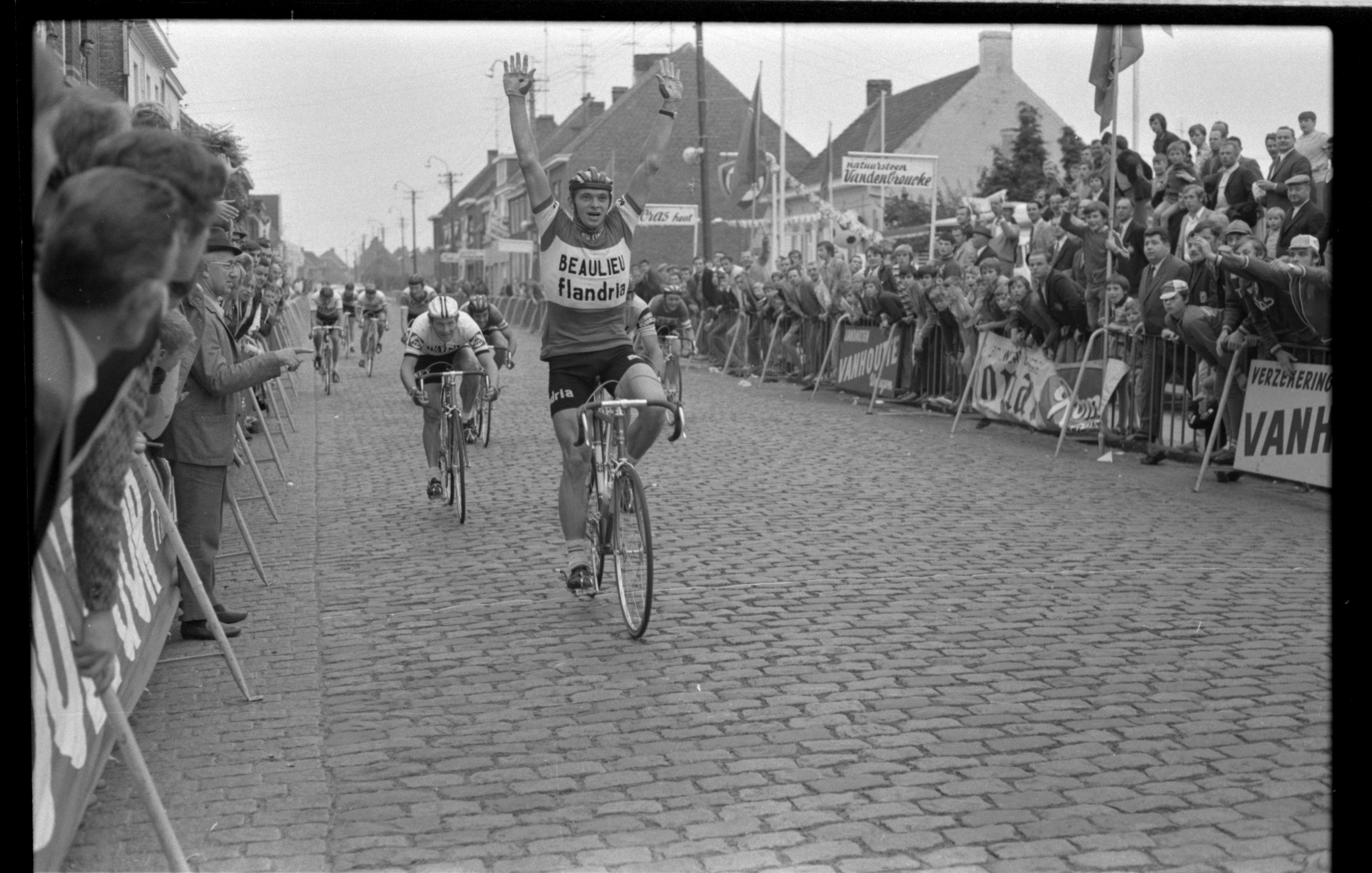
Neoprof Marc Demeyer is de snelste van een kopgroep in 1972. Foto uit collectie KOERS. Museum van de Wielersport.
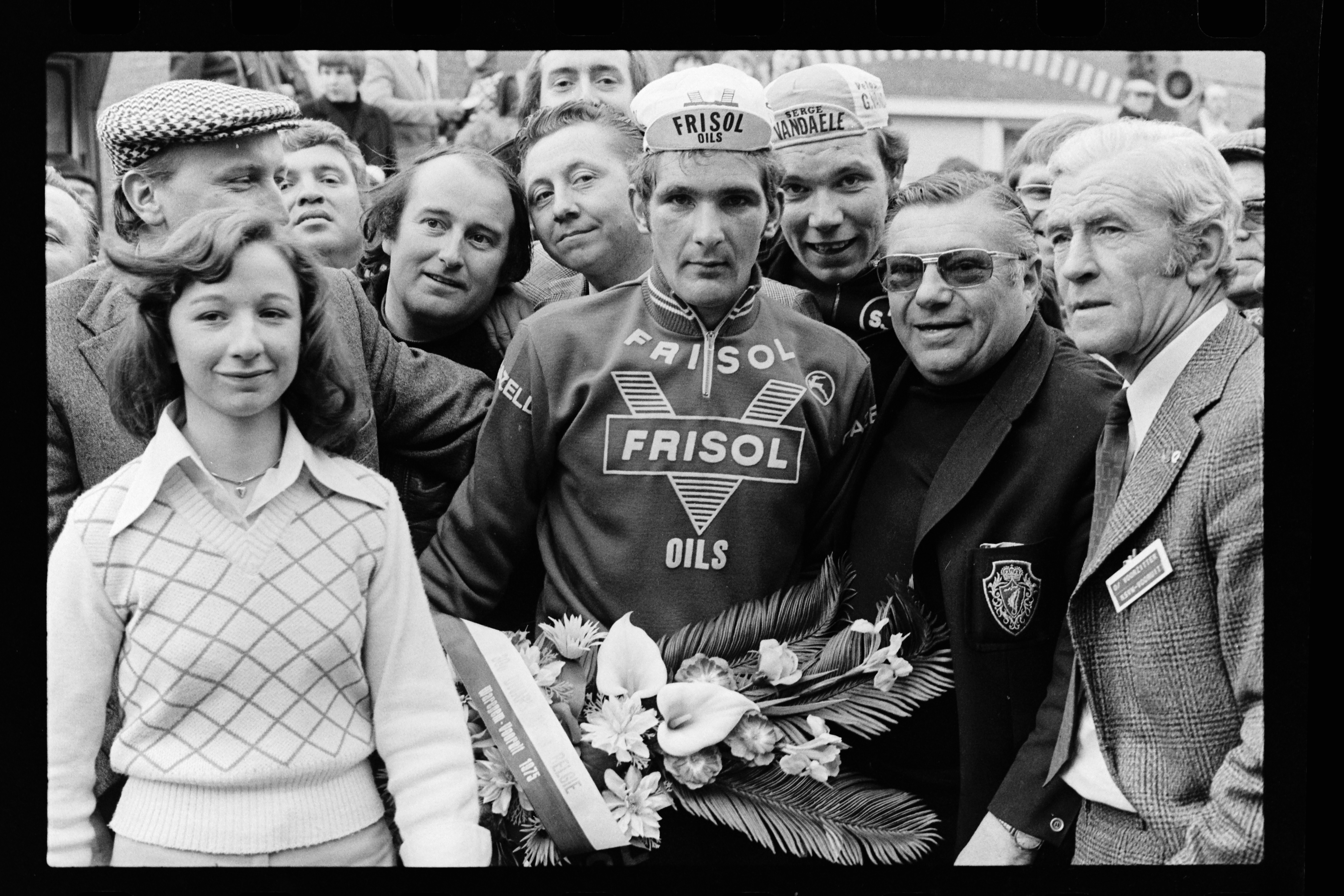
Cees Priem met de bloemen na winst in 1975. Foto uit collectie KOERS. Museum van de Wielersport.
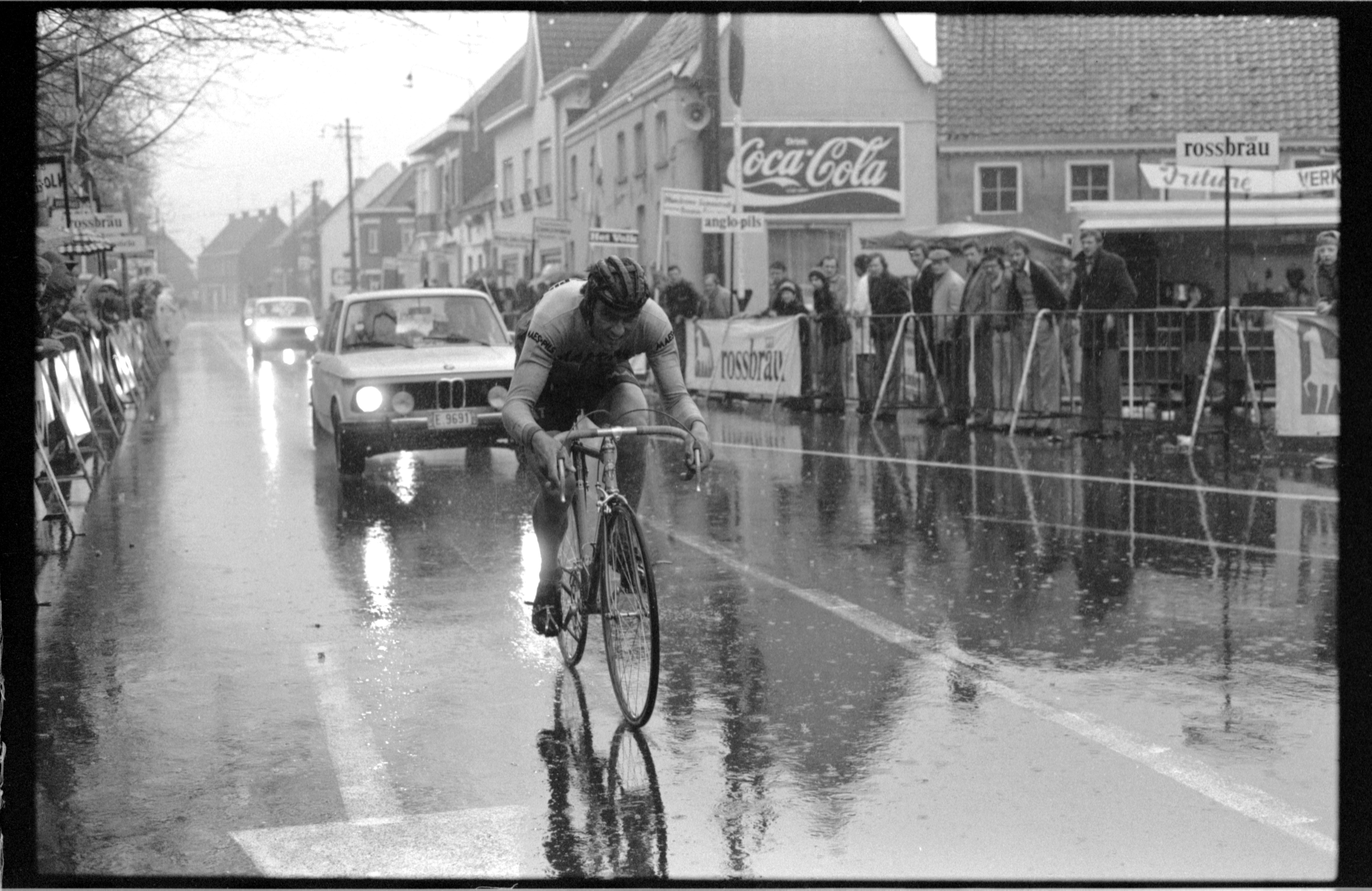
Walter Planckaert komt aan na solo van 30 km (1977). Foto uit collectie KOERS. Museum van de Wielersport.
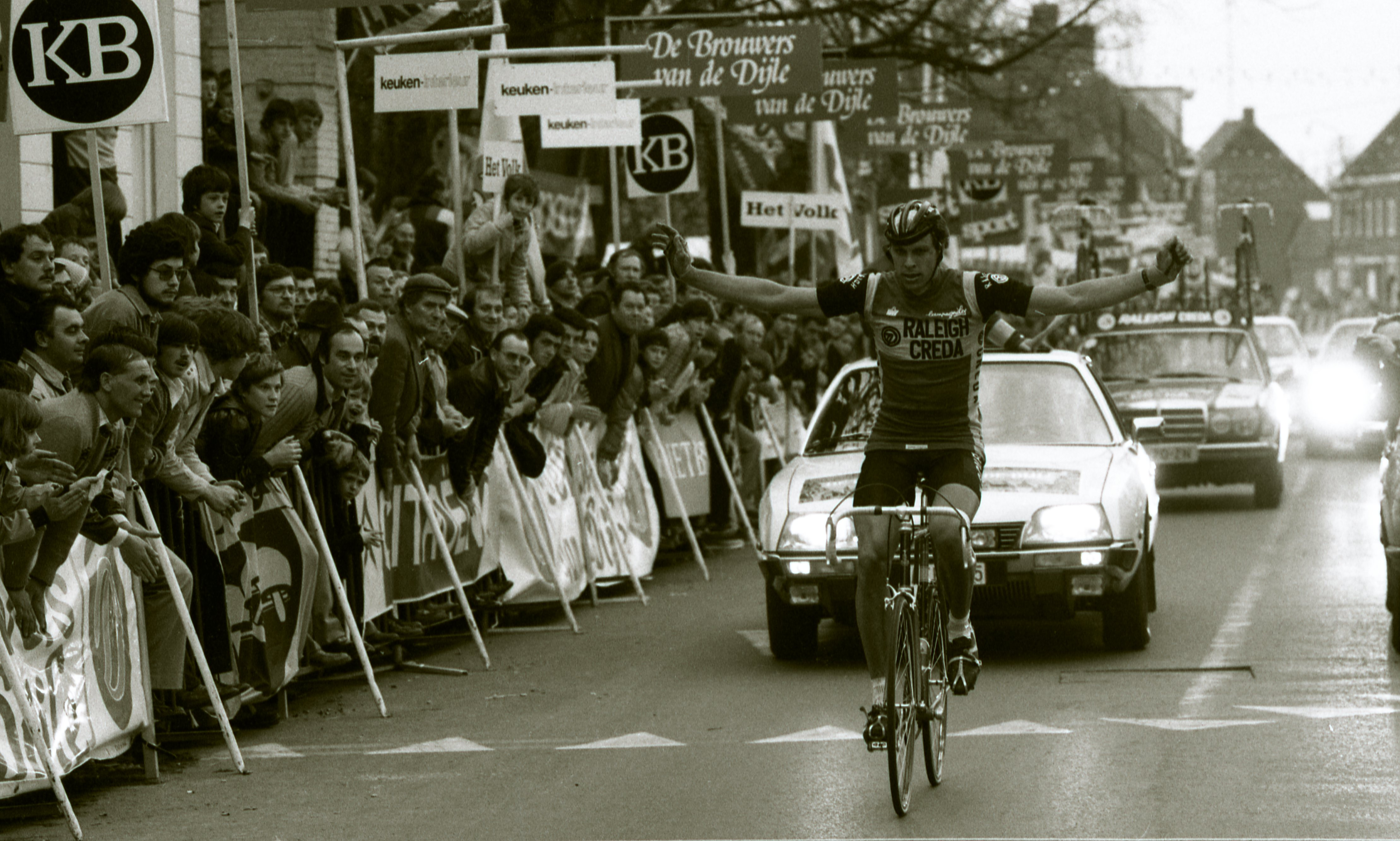
Frank Hoste, winnaar in 1981. Foto uit collectie KOERS. Museum van de Wielersport.
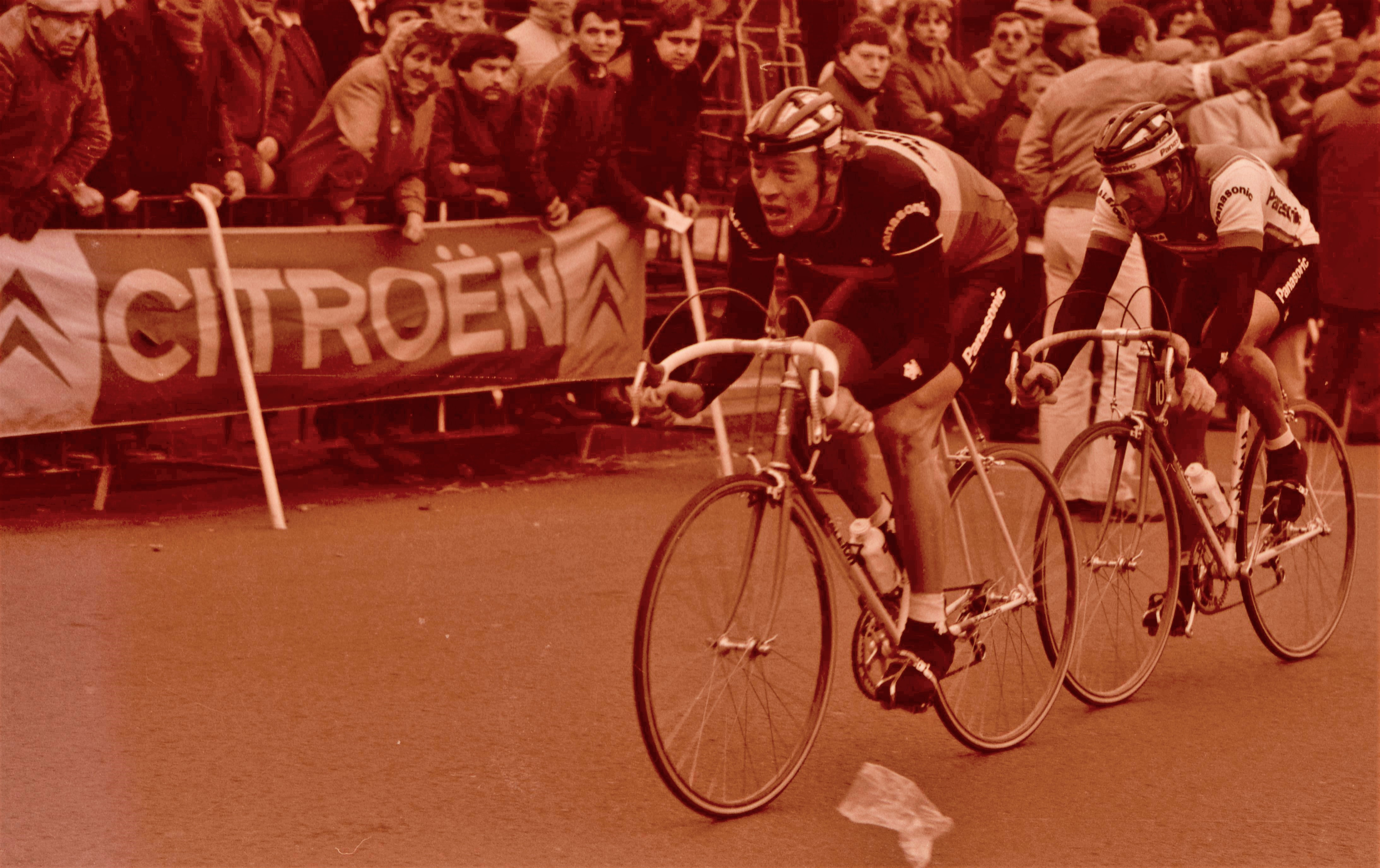
Aankomst Eddy Planckaert, voor Eric Vanderaerden (1985). Foto uit collectie KOERS. Museum van de Wielersport.
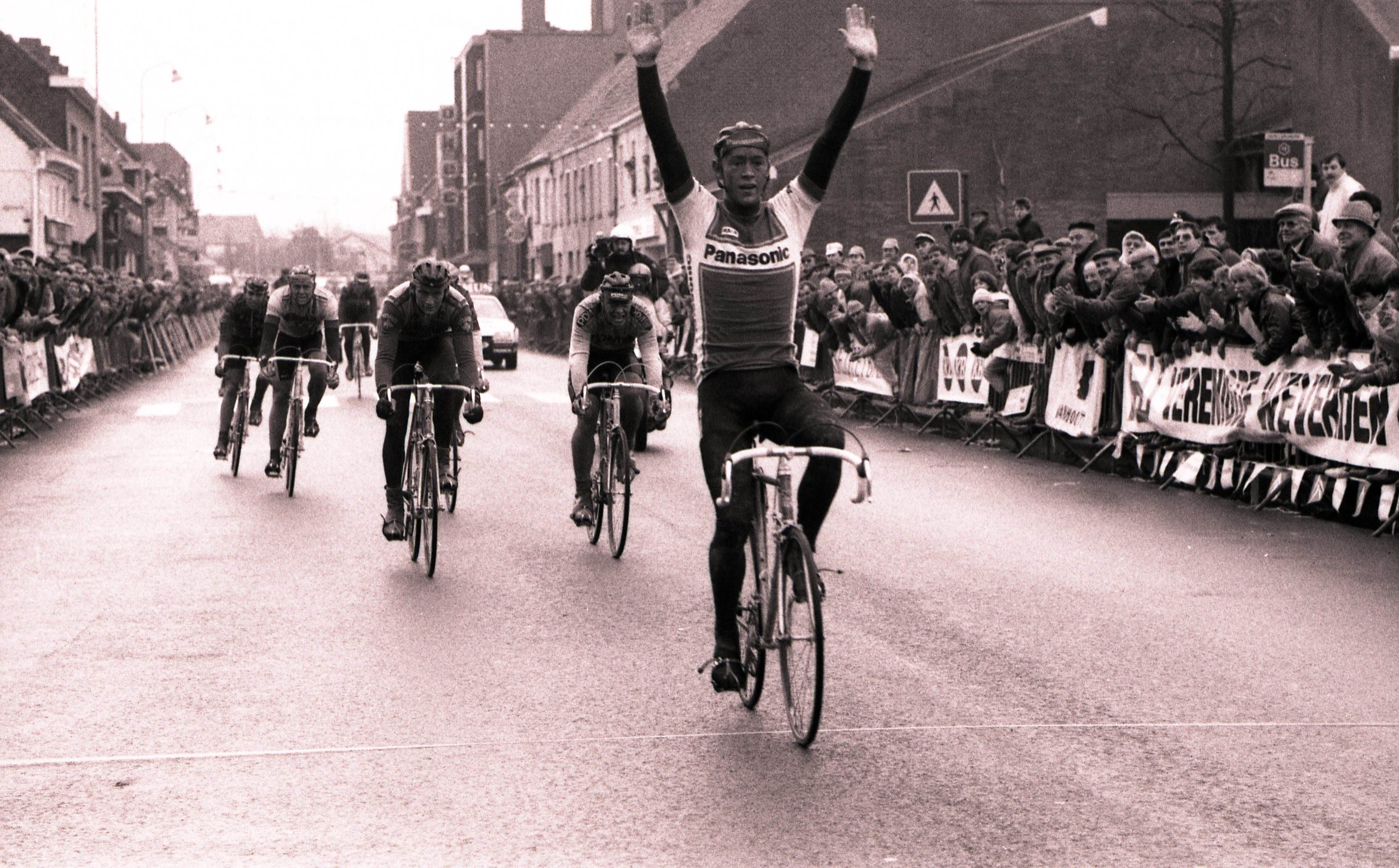
Eric Vanderaerden is de snelste van een kopgroep (1986) Foto uit collectie KOERS. Museum van de Wielersport.
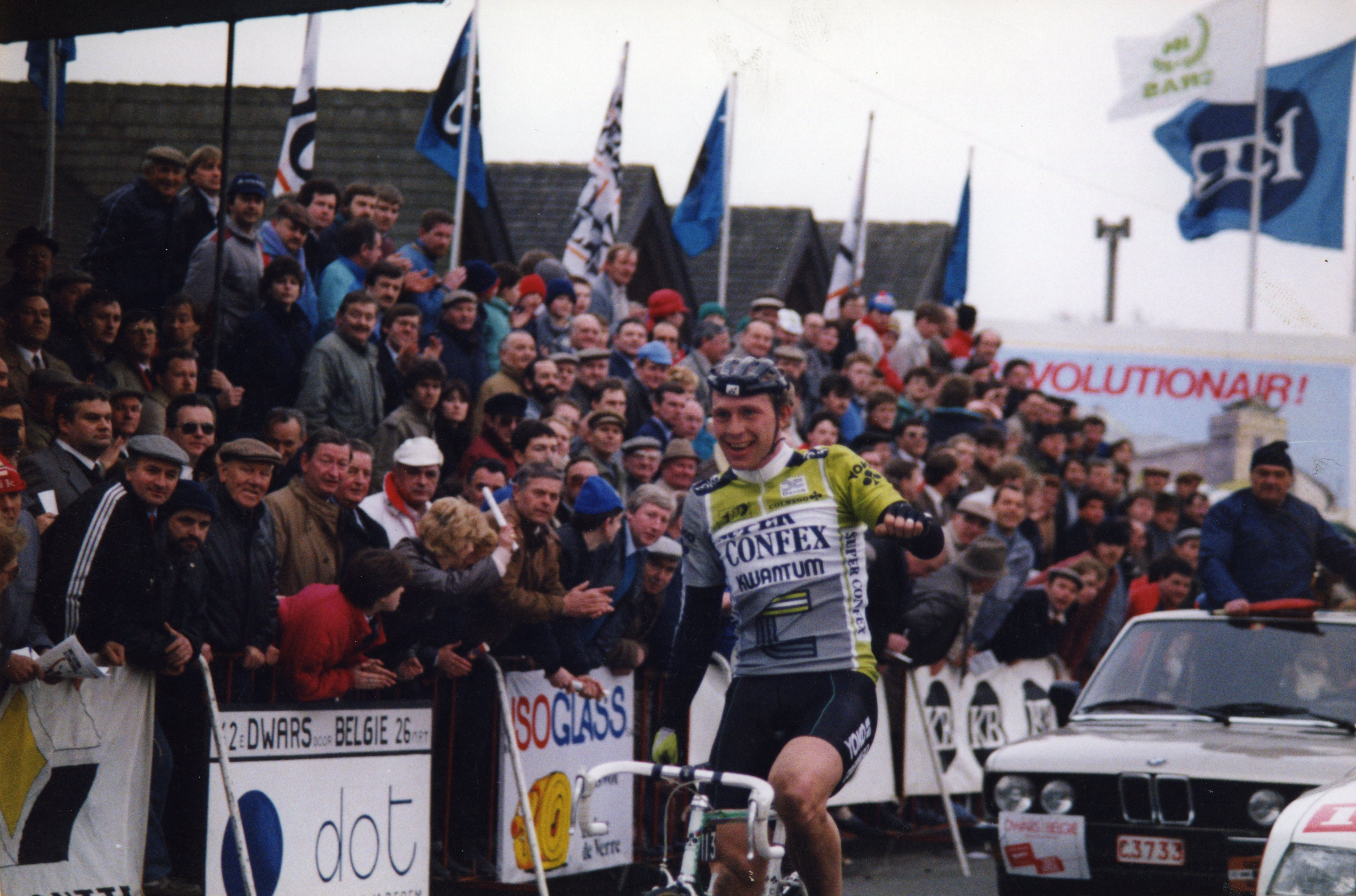
Jelle Nijdam rondt ploegwerk af (1987). Foto uit collectie KOERS. Museum van de Wielersport.
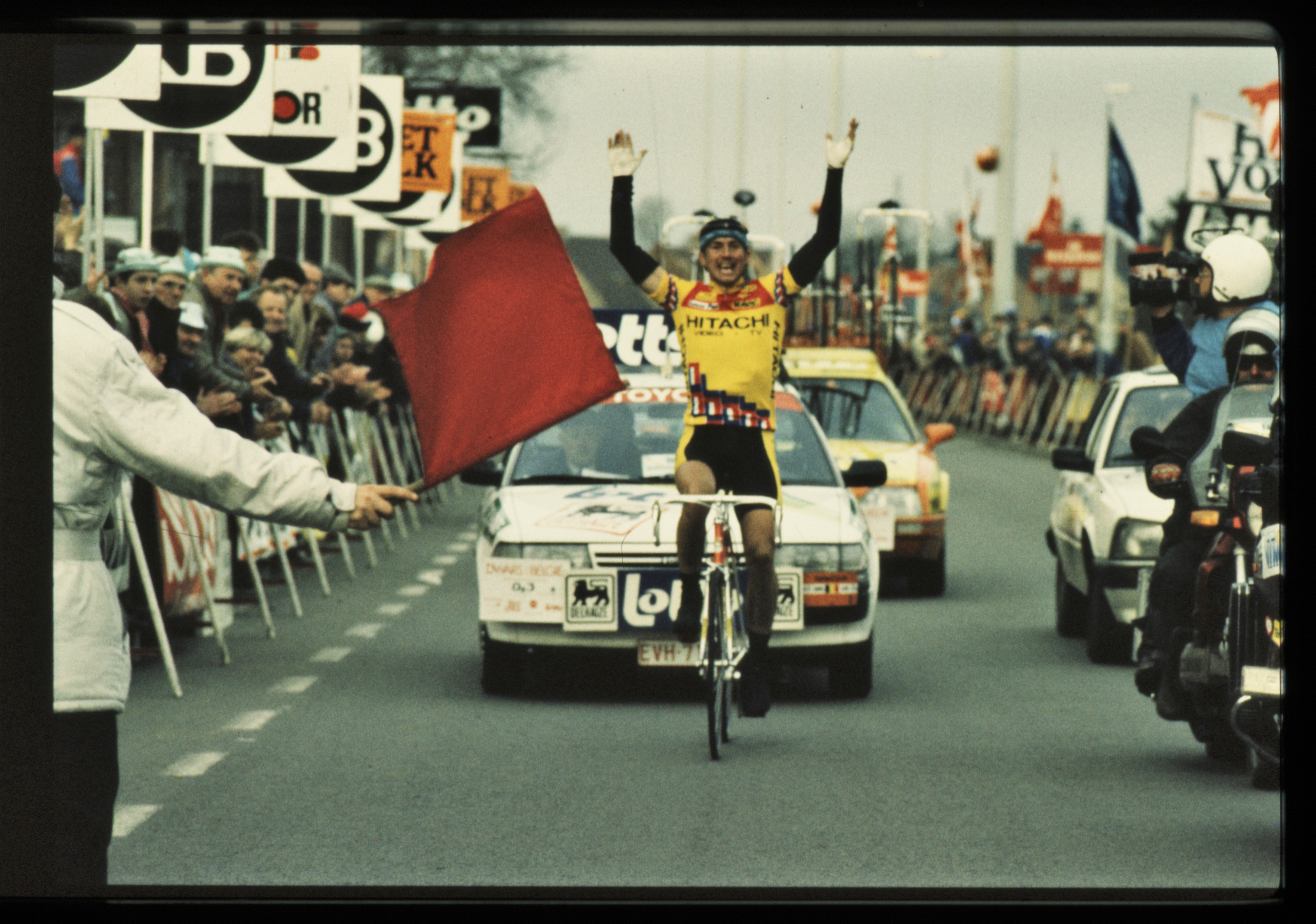
Dirk De Wolf, winnaar in 1989. Foto uit collectie KOERS. Museum van de Wielersport.

## Vrouwen
Vanaf 2012 wordt er ook een vrouwenwedstrijd gereden. Waregem fungeerde hier telkens als start- en finishplaats, behalve in 2018 en 2019 toen Tielt de startplaats was. Van 2017 tot 2021 had de wedstrijd de UCI 1.1-status. Vanaf 2022 kreeg de wedstrijd de 1.Pro-status en  vanaf dat jaar onderdeel van de UCI Women's ProSeries. Vanaf 2026 wordt de koers opgenomen in de Womens World Tour kalender.
Monique van de Ree was in 2012 de eerste winnaar, Kirsten Wild volgde haar in 2013 op. Amy Pieters won drie keer op rij (2014-2016). In 2018 en 2019 ging de zege naar Ellen van Dijk, in 2021 naar Annemiek van Vleuten, in 2023 naar Demi Vollering en in 2024 naar Marianne Vos, waarmee het aantal Nederlandse zeges op tien kwam. De drie niet-Nederlandse zeges ging in 2017 naar de Finse Lotta Lepistö en in 2022 en 2025 naar de Italiaanse vrouwen Chiara Consonni en Elisa Longo Borghini.

### Podia
| Jaar               | Winnaar              | Tweede               | Derde               |
| ------------------ | -------------------- | -------------------- | ------------------- |
| 2012               | Monique van de Ree   | Gilke Croket         | Petra Dijkman       |
| 2013               | Kirsten Wild         | Jolien D'hoore       | Monique van de Ree  |
| 2014               | Amy Pieters          | Kim de Baat          | Amy Cure            |
| 2015               | Amy Pieters          | Floortje Mackaij     | Else Belmans        |
| 2016               | Amy Pieters          | Jolien D'hoore       | Eileen Roe          |
| 2017               | Lotta Lepistö        | Gracie Elvin         | Lisa Brennauer      |
| 2018               | Ellen van Dijk       | Amy Pieters          | Floortje Mackaij    |
| 2019               | Ellen van Dijk       | Marta Bastianelli    | Lucinda Brand       |
| 2020 niet verreden |                      |                      |                     |
| 2021               | Annemiek van Vleuten | Katarzyna Niewiadoma | Alexis Ryan         |
| 2022               | Chiara Consonni      | Julie De Wilde       | Elise Chabbey       |
| 2023               | Demi Vollering       | Chiara Consonni      | Marianne Vos        |
| 2024               | Marianne Vos         | Shirin van Anrooij   | Letizia Paternoster |
| 2025               | Elisa Longo Borghini | Lotte Kopecky        | Elisa Balsamo       |

### Meervoudige winnaars
| Overwinningen | Renster        | Jaren            |
| ------------- | -------------- | ---------------- |
| 3             | Amy Pieters    | 2014, 2015, 2016 |
| 2             | Ellen van Dijk | 2018, 2019       |

### Overwinningen per land
| Overwinningen | Land      |
| ------------- | --------- |
| 10            | Nederland |
| 2             | Italië    |
| 1             | Finland   |

1945 · 1946 · 1947 · 1948 · 1949 · 1950 · 1951 · 1952 · 1953 · 1954 · 1955 · 1956 · 1957 · 1958 · 1959 · 1960 · 1961 · 1962 · 1963 · 1964 · 1965 · 1966 · 1967 · 1968 · 1969 · 1970 · 1971 · 1972 · 1973 · 1974 · 1975 · 1976 · 1977 · 1978 · 1979 · 1980 · 1981 · 1982 · 1983 · 1984 · 1985 · 1986 · 1987 · 1988 · 1989 · 1990 · 1991 · 1992 · 1993 · 1994 · 1995 · 1996 · 1997 · 1998 · 1999 · 2000 · 2001 · 2002 · 2003 · 2004 · 2005 · 2006 · 2007 · 2008 · 2009 · 2010 · 2011 · 2012 · 2013 · 2014 · 2015 · 2016 · 2017 · 2018 · 2019 · 2020 · 2021 · 2022 · 2023 · 2024 · 2025

Lijst van beklimmingen
2011 · 2012 · 2013 · 2014 · 2015 · 2016 · 2017 · 2018 · 2019 · 2020 · 2021 · 2022 · 2023 · 2024 · 2025
Tour Down Under · Great Ocean Road Race · Ronde van de Verenigde Arabische Emiraten · Omloop Het Nieuwsblad · Strade Bianche · Parijs-Nice · Tirreno-Adriatico · Milaan-San Remo · Ronde van Catalonië · Driedaagse Brugge-De Panne · E3 Harelbeke · Gent-Wevelgem · Dwars door Vlaanderen · Ronde van Vlaanderen · Ronde van het Baskenland · Parijs-Roubaix · Amstel Gold Race · Waalse Pijl · Luik-Bastenaken-Luik · Ronde van Romandië · Eschborn-Frankfurt · Ronde van Italië · Ronde van Auvergne-Rhône-Alpes · Ronde van Zwitserland · Copenhagen Sprint · Ronde van Frankrijk · Clásica San Sebastián · Ronde van Polen · BEMER Cyclassics · Renewi Tour · Ronde van Spanje · Bretagne Classic · GP van Québec · GP van Montréal · Ronde van Lombardije · Ronde van Guangxi
Schwalbe Women's One Day Classic · 
Ronde van Valencia · 
Wielerweek van Valencia · 
GP Oetingen · 
Nokere Koerse · 
Dwars door Vlaanderen · 
Brabantse Pijl · 
Clásica Féminas de Navarra · 
Veenendaal-Veenendaal Classic · 
Ronde van Thüringen · 
GP Fourmies · 
Grote Prijs van Stuttgart · 
Ronde van Emilia · 
GP Ciudad de Eibar · 
Ronde van de Drie Valleien